# Vaterpolski klub Rogotin
Vaterpolski klub Rogotin je vaterpolski klub iz Rogotina.

## Klupski uspjesi
- prvaci treće HVL 1995. godine u kadetskom i seniorskom uzrastu.
- prvaci druge HVL 1996. godine, seniori.
- prvaci jedinstvene druge HVL 1997.godine, seniori.
- 3. mjesto u Južnoj skupini druge HVL 1998.godine, seniori
- 1. mjesto na međunarodnom turniru KOPER 98, seniori.
- 1. mjesto Splitske skupine treće HVL 2002. godine, seniori.
- 2. mjesto Splitske skupine treće HVL 2002. godine, juniori.
- 1. mjesto na turniru GRADAC 2002., seniori.